# Luca Osteria
Luca Osteria noto anche come Dottor Ugo Modesti abbreviato in Dottor Ugo (Genova, 19 dicembre 1905 – Genova, 5 novembre 1988) è stato un agente segreto italiano, fu l'ideatore per il controspionaggio della finta organizzazione antifascista "Terzo Fronte".

## Biografia
La famiglia di Osteria, di origine meridionale, era molto povera e trasferitasi a Genova abitava in salita Angeli 27. Il padre lavorava nel porto come battelliere e aveva avuto sei figli di cui Luca era il secondo. Rimasto orfano di guerra in seguito alla morte del padre, caduto della Grande Guerra, giovanissimo fu assunto come garzone. Nel 1926, richiamato per il servizio militare, fu destinato alla Marina a un Corso per Sottufficiali ad Anzio dove conobbe l'ammiraglio Costanzo Ciano per il quale svolse alcuni incarichi riservati.
Ciano, rimasto impressionato dall'abilità del giovane lo inviò da Ernesto Gulì, capo dell'"Ufficio informazioni della presidenza del Consiglio" il 28 settembre 1928.

### L'infiltrazione nel Partito comunista d'Italia clandestino
Osteria, secondo la propria testimonianza, entrò in servizio ufficialmente il 10 ottobre 1928.
Da quel momento Osteria agì come agente segreto e spia, presso la questura di Genova svolgendo missioni principalmente all'estero, soprattutto in Francia e Svizzera infiltrandosi nel Partito comunista d'Italia.

#### La missione a Marsiglia
La prima missione affidatagli fu quella d'infiltrarsi nel "Club international des Marins" di Marsiglia, associazione controllata dal partito comunista francese. A Marsiglia vi erano state alcune aggressioni nei confronti di fascisti italiani e si sospettava che gli organizzatori vi fossero in stretto contatto. Inoltre l'ambasciata italiana a Parigi aveva segnalato come imminenti delle azioni di sabotaggio contro i mercantili italiani nel porto. Raggiunta Marsiglia a bordo di una nave partita da Genova, Osteria prese alloggio in una locanda presso il porto, dove condivise la stanza con un altro marittimo. Fu la sua fortuna, poiché il compagno di camera era un comunista greco il quale lo introdusse nel Club marittimo. Rapidamente conobbe Pietro Colotto (Lerici, 1892), trasferitosi in Francia da più di un anno e leader dei comunisti italiani a Marsiglia. Anni prima Colotto in Italia aveva fondato la "Branca Marinara Comunista". Osteria fu reclutato da Colotto, che lo incaricò di consegnare una lettera e dei soldi alla moglie a La Spezia. Il secondo incarico affidatogli fu di prendere contatto con i vecchi esponenti della "Branca Marinara Comunista" che si trovavano a Genova. Le rivelazioni di costoro si dimostrarono importanti, appurato che non esistevano contatti seri tra coloro che erano restati in Italia e i fuoriusciti, Osteria venne a conoscenza di alcune cellule esistenti a Savona e a Torino. Tutte le informazioni venivano ovviamente inviate a Gulì nella sede romana. Fu la prima volta che un tentativo d'infiltrazione ottenne importanti successi dopo il fallimento di alcuni anni prima con Amerigo Dumini e Gulì, soddisfatto del proprio agente, gli fissò uno stipendio di 36.000 lire annue, che era per l'epoca molto. Il questore di Genova Pietro Bruno, per facilitare i compiti di Osteria, decise di convocare il direttore della compagnia navale della Ferrando e Massone e di imporgli l'assunzione come mozzo sulla nave "Cesare". Con la medesima nave Osteria fece più volte la spola tra Genova e Marsiglia.
Rientrato dalla seconda missione Osteria fu di fatto considerato iscritto al Partito Comunista d'Italia e la sede centrale del PCI a Parigi si convinse, pur dopo aver inviato Gino Giovetti per fare le opportune verifiche, di aver aperto un efficiente canale con l'Italia. Osteria fu inviato per la terza volta in Italia per portare soldi ai militanti e al suo rientro in Marsiglia gli fu proposto da Giovetti di prendere parte al 1º congresso antifascista, che si sarebbe tenuto a Berlino. Il dirigente comunista Palmiro Togliatti era desideroso di inviare alla riunione un operaio dei "Lavoratori del Mare" di Genova e la scelta cadde proprio su Osteria, da poco entrato nel Servizio informazioni militare italiano

#### La partecipazione al congresso comunista
Il 27 febbraio Osteria giunse a Berlino per il congresso e qui ebbe così l'opportunità di entrare in contatto con alcuni dei massimi leader comunisti europei come Bela Kun, Henri Barbusse e Josip Broz Tito. Ritornato a Parigi da Togliatti, gli riferì con dovizia di particolari le proprie impressioni. Togliatti fu così convinto della fede comunista del giovane Osteria che lo volle incontrare di persona in un locale parigino presso la Gare de Paris Lyon dove gli consegnò diversi documenti segreti da portare al PCI clandestino di Genova, autenticandoli con la propria firma "Ercoli". Osteria riprese quindi i propri viaggi tra Genova e Marsiglia ogni circa dieci giorni sempre bordo della nave Cesare facendo la spola tra i comunisti genovesi e i fuoriusciti a Marsiglia.
Nel frattempo la direzione comunista clandestina incominciò a vagheggiare la creazione di un Centro in Italia e si ipotizzò la Liguria, forse grazie al contatto con Osteria che operava principalmente a Genova. Per sondare la situazione, dalla Svizzera furono inviati tre funzionari comunisti tra cui Gino Giovetti. Osteria, dopo essersi incontrato con i tre, avverti telefonicamente Gulì che era stato deciso un nuovo incontro ma della telefonata venne a conoscenza anche il capo della polizia Arturo Bocchini che emise l'ordine di arresto. Nonostante i tentativi di Osteria di bloccare l'operazione che col tempo avrebbe portato all'arresto di elementi di maggior spicco, il questore, ricevuto l'ordine, non poté rifiutarsi e la copertura di Osteria fu bruciata. Le proteste di Gulì contro Bocchini furono veementi e dovette intervenire anche Leandro Arpinati per risolvere la situazione. Si tentò ugualmente di mandare avanti l'operazione e di tentare nuovamente di infiltrare Osteria e un nuovo agente, ma giunto in Francia, Osteria si rese subito conto che la sua copertura, pur non essendo saltata, era traballante e che l'altro agente non era all'altezza del compito. Numerose furono le domande che gli furono poste circa gli arresti di Genova e numerosi anche i trabocchetti finché, sentendosi scoperto da Parigi, rientrò a Marsiglia. Venne qui raggiunto da un inviato comunista con cui ebbe un colloquio da cui comprese che il suo compagno era stato scoperto e che aveva confessato. Pertanto dopo essere stato portato in un luogo isolato sulla corniche, riuscì a sottrarsi alla custodia e a salire su un tram di passaggio.
I documenti così ottenuti furono poi deposti alla questura di Genova e permisero di disarticolare il Partito comunista genovese con una cinquantina di arresti e ad aggiornare il Casellario Politico Centrale di Roma. Su l'Unità clandestina pubblicata a Parigi Osteria fu individuato come "infiltrato" a partire dal gennaio 1930, con tanto di foto e di didascalia: "Luca Osteria detto Ugo è un truffatore ed una spia. Si presenta come marinaio appartenente alla organizzazione comunista di Genova. Abita in questa città, in via Lagaccio 37/1. Frequenta porti stranieri: Marsiglia, Barcellona, ecc. Si offre per portare materiale e soldi in Italia".
Rientrato a Roma, fu presentato a Guido Leto, che era destinato a divenire il capo dell'OVRA. L'altro agente che era stato scoperto fu liberato dai comunisti ma poco tempo dopo morì a Torino in seguito a esaurimento nervoso.

### La missione a Sydney
Il 6 gennaio 1929 a Osteria fu affidato un nuovo incarico a Sydney, dove avrebbe dovuto sequestrare Andrea Pagnotti, un ex membro delle squadre d'azione, forse implicato nel delitto Matteotti, il quale, dopo essere transitato nella Legione straniera francese, era approdato ai circoli anarchici australiani. All'interno di questi circoli era stata più volte sentita affermare l'intenzione di rientrare in Italia per organizzare un attentato contro Mussolini. Sotto copertura, Osteria s'imbarcò sulla nave Moncalieri che faceva rotta per l'Australia e l'unico che conosceva la sua reale attività era il capitano Gotelli, in modo da poter essere libero di scendere dalla nave qualora ne avesse avuto bisogno. Giunto a Sydney rintracciò rapidamente Pagnotti, che gestiva un bar nei pressi del porto, e ne entrò in confidenza donandogli sigari toscani. Quando la nave ripartì per la seconda tappa australiana a Brisbane, Osteria finse di aver perso la nave e d'accordo con il capitano Gotelli fece approntare nella stiva una cella da realizzarsi entro il ritorno a Sydney. Il 20 marzo la Moncalieri fece ritorno a Sydney; con la scusa di prendere degli altri sigari toscani Osteria fece salire Pagnotti sulla nave e convintolo a scendere nella stiva lo fece rinchiudere nella cella che era stata approntata precedentemente. Il Pagnotti fu consegnato alle autorità italiane a Messina mentre giunto a Genova, Osteria scoprì che nel frattempo la sua copertura in Francia era definitivamente saltata in seguito alla pubblicazione dei suoi dati sul quotidiano comunista L'Unità.
La promozione a prefetto di Gulì e il suo trasferimento alla prefettura di Padova lasciò sguarnito l'"Ufficio informazioni" che si sciolse di fatto e tutti gli elementi si dispersero tra la Divisione Polizia Politica costituita per volere di Arturo Bocchini e gli Uffici Politici Investigativi della Milizia Volontaria per la Sicurezza Nazionale. Osteria rimase a disposizione della Pubblica Sicurezza, rifiutandosi di entrarvi ufficialmente nei ranghi.
In seguito s'infiltrò anche tra le linee di Giustizia e Libertà

### L'operazione "Terzo Fronte"
Nel 1939, alle prime avvisaglie dello scoppio della guerra, il SIM aveva incominciato a studiare alcuni piani segreti da attuare contro la Gran Bretagna. Osteria, che dirigeva all'epoca una sezione speciale denominata "Ufficio Missioni Estere", da un'esperienza analoga ipotizzò la creazione di una organizzazione antifascista fasulla denominata "Terzo Fronte", da mettere in contatto con i servizi segreti britannici. La proposta incontrò il benestare del capo divisione Affari Riservati Guido Leto che la inoltrò ai superiori.
Il vantaggio stava nel fornire ai servizi segreti britannici un'organizzazione antifascista già strutturata, evitando quindi che ne fosse creata un'altra all'effettivo servizio britannico e che al contempo fornisse all'avversario informazioni pilotate.
Un emissario di Osteria a Marsiglia avvicinò l'ex deputato socialista Filippo Amedeo convincendolo a entrare nell'organizzazione "Terzo fronte". Amedeo, realmente convinto di avere a che fare con un'organizzazione antifascista, indicò nel direttore del giornale svizzero Libera stampa, Piero Pellegrini, il ponte con i servizi segreti britannici.
Pellegrini, in buona fede, incominciò a collaborare attivamente con la nuova rete e organizzò due servizi di collegamento avvalendosi della collaborazione di alcuni elementi fidati che dalla Svizzera facevano confluire le informazioni direttamente in un negozio di Chiasso.
Per circa un anno "Terzo Fronte" si limitò esclusivamente ad attività meramente politica in modo da crearsi una certa credibilità davanti agli inglesi e in questo periodo raccolse l'adesione di molti antifascisti espatriati tra cui Ignazio Silone.

#### I tigrotti
Dopo circa un anno di attività "Terzo fronte", con l'intento di prevenire ogni possibile richiesta britannica, decise di dotarsi di un braccio armato denominato "I tigrotti".
Tramite il canale a suo tempo aperto con la Svizzera "i tigrotti" incominciarono a inviare agli inglesi notizie rielaborate. Secondo lo stesso Osteria, fino al 1943, tranne casi nella Regia Marina, gli inglesi non riuscirono ad abbozzare reti autonome in Italia e un tentativo attuato in Sicilia venne rapidamente disarticolato dal tenente colonnello dei carabinieri Candeloro Di Leo.
Al fine di acquisire maggior credibilità davanti agli inglesi a tutte le prefetture italiane fu ordinato di segnalare con la massima priorità qualunque incidente, anche casuale, che fosse occorso a industrie impegnate nel settore militare al SIM. Gli incidenti che potevano assomigliare a degli effettivi atti di sabotaggio furono segnalati a Osteria.
A quel punto una squadra guidata da Osteria si recava in loco e nel caso aggiungevano indizi che facessero propendere per un atto di sabotaggio lasciando schegge di bombe o tracce di fosforo. Spesso la creazione di un atto di sabotaggio avveniva sfruttando un deragliamento di un treno. Uno studio dedicato all'intelligence italiana nel secondo conflitto mondiale, a proposito dei finti atti di sabotaggio montati ad arte dagli uomini di Osteria riporta:
"La Divisione Affari Generali e Riservati diramò un'ordinanza a tutte le Prefetture del Regno in cui si richiedeva di segnalare tempestivamente incidenti occorsi a fabbriche e industrie, deragliamenti di treni accidentali e quant'altro sarebbe potuto passare come atto di sabotaggio. Le informazioni così ottenute arrivavano direttamente a Luca Osteria, che le vagliava attentamente. E se riteneva che qualcuno di tali incidenti avesse le caratteristiche adatte per poter passare per atto dai sabotaggio, la faceva immediatamente attribuire a Terzo Fronte e ai Tigrotti, che la rivendicavano come un successo contro la guerra fascista".

### Gli invii inglesi
A questo punto gli inglesi incominciarono a finanziare "Terzo Fronte" tramite il canale svizzero di Pellegrini finché nella primavera del 1943 proposero di inviare un carico più importante di materiale all'avanguardia tramite un sommergibile..
Il materiale, secondo le richieste inglesi, avrebbe dovuto essere utilizzato per danneggiare le vie di comunicazione tra la Sicilia e la Calabria, fornendo ai servizi segreti italiani un avvertimento circa l'intenzione di effettuare uno sbarco in Italia. Un mese più tardi avvenne in effetti lo Sbarco in Sicilia.
Osteria decise quindi di farsi autorizzare a compiere un viaggio in Svizzera per incontrare Pellegrini e avere conferma del messaggio inglese. Avutane conferma pose come condizione di poter fissare il punto in cui il sommergibile inglese avrebbe effettuato la consegna.
Rientrato in Italia, Osteria avvisò Supermarina richiedendo di fissare il punto di incontro. Fu scelta una insenatura tra Peschici e Vieste e in Svizzera fu mandato un nuovo agente per confermare agli inglesi la disponibilità di "Terzo Fronte" e per farsi comunicare la data dell'invio, che fu il 15 giugno. Il carico fu recapitato e alcuni modesti incidenti ferroviari lungo la linea Salerno-Reggio Calabria, fatti passare per atti di sabotaggio avvenuti nelle settimane seguenti, convinsero gli inglesi che le azioni fossero state effettivamente svolte.
Un nuovo invio fu effettuato poco tempo dopo e Osteria scelse il punto d'incontro presso Finale Ligure, tra l'Isola Gallinara e Vado Ligure. Gli inglesi inviarono un sommergibile che depositò il materiale sul fondo segnalandolo con gavitelli. L'operazione però fallì perché dei pescatori trovarono il materiale e lo segnalarono alla capitaneria di porto provocando anche l'uscita in mare della squadra navale italiana. Il fallimento dell'operazione fu segnalato ai britannici che non dubitarono comunque di "Terzo Fronte".
Nel frattempo si avvicinavano l'8 settembre e l'armistizio.

### Nella Repubblica Sociale

L'hotel Regina a Milano dove oltre al comando SS ebbe la sua sede la squadra di Osteria

Alla costituzione della Repubblica Sociale Italiana, a seguito dell'armistizio dell'8 settembre 1943 su richiesta del questore di Milano Domenico Coglitore, che aveva subito pressioni tedesche, Osteria fu richiamato in servizio. Pertanto si pose alle dipendenze del suo vecchio capo Guido Leto, per conto del quale costituì una squadra di polizia formata da diciassette elementi, denominata "squadra Ugo" che trovò ospitalità presso l'hotel Regina a Milano, dove si trovava il comando delle SS. Da Leto Osteria ottenne di poter scegliere con la massima libertà gli agenti che avrebbero costituito la sua squadra e li trasse tutti tra i suoi vecchi collaboratori e tutti ex membri del Corpo degli Agenti di Pubblica Sicurezza. A Milano Osteria fu alle dipendenze del comandante interregionale delle SS Walter Rauff, che comandava la Lombardia, il Piemonte e la Liguria e che a Milano si avvaleva del suo collaboratore, il tenente Theodor Saevecke.
Entrato in contatto con i tedeschi, Osteria si rese rapidamente conto che tutti gli uomini distaccati all'hotel Regina non erano all'altezza della situazione e che gli unici veri poliziotti erano Saevecke e la sua segretaria, l'austriaca Elena Morganti e a Rauff propose di riprendere l'attività di "Terzo fronte" che si era interrotta per via dell'armistizio.
Dalla sua nuova posizione Osteria continuò a mantenere i contatti con i servizi segreti inglesi. Verso la fine del 1944, quando la guerra volgeva nettamente a favore degli Alleati, si prodigò per favorire la liberazione di alcuni antifascisti come Ferruccio Parri. Secondo Franzinelli invece passò tra le file antifasciste nella primavera del 1944 per "una crisi di coscienza". Secondo altri autori al fine di conquistare benemerenze presso gli Alleati. Secondo lo stesso Osteria la sua attività di doppiogioco nei confronti dei tedeschi, in base a quanto dallo stesso rivelato nel dopoguerra in un memoriale appositamente scritto per Ferruccio Parri il 20 luglio 1945, fu determinato dal desiderio rendersi utile "alla causa della liberazione in quanto che, poco prima della metà di febbraio del 1944, il comandante delle SS aveva richiesto che gli uomini dell'Ispettorato di polizia venissero messi a disposizione del comando germanico per una serie di operazioni contro patrioti anti-fascisti che lottavano per la libertà".
In ogni caso ebbe importanza l'incontro con Ferruccio Parri, che conobbe all'Hotel Regina dove era stato tradotto prigioniero dopo esserne stato incaricato degli interrogatori.
Il suo cambio di campo permise la liberazione o il mancato arresto di diversi ricercati. In seguito Osteria favorì anche l'espatrio in Svizzera di Indro Montanelli il 14 agosto 1944 dopo averne organizzato la finta fuga il 1º agosto in accordo con Theodor Saevecke.
Nel febbraio 1945 ottenne dal capitano Theodor Saevecke di potersi recare a Berna in Svizzera.
A Berna Osteria s'incontrò con John McCaffery, responsabile dei servizi segreti britannici in Svizzera, che lo invitò a cena e la sera tra il 25 e 26 febbraio 1945 gli somministrò un brodo drogato con oppiacei e lo prese prigioniero. I servizi segreti britannici lo tennero prigioniero fino alla fine della guerra, quando fu liberato a Roma.

### Il dopoguerra
Liberato dalla prigionia, Osteria nel luglio 1945 fu introdotto presso Ferruccio Parri, che lo incaricò di dirigere alcuni uffici dislocati in alcune importanti città come Torino e Milano con il compito d'infiltrare alcuni ambienti politici, in particolare il Partito Comunista Italiano, incarico che mantenne fino alle dimissioni di Parri l'8 dicembre 1945. In seguito i contatti tra i due si diradarono a causa, secondo Parri, del "marcato anticomunismo" di Osteria. Nel 1951 Osteria fu avvicinato dai Servizi segreti britannici offrendogli di passare al loro servizio ma declinò.